# Joyland (romanzo)
Joyland è un romanzo thriller-horror di Stephen King pubblicato nel 2013.
Il romanzo è ambientato in un Parco di divertimento negli Stati Uniti del 1973 e vede come protagonista un giovane ragazzo impegnato a risolvere il mistero del fantasma di una ragazza uccisa da un serial killer.

## Storia editoriale
Il libro è stato citato per la prima volta durante un'intervista di Stephen King rilasciata a Neil Gaiman e pubblicata l'8 aprile 2012 per il giornale The Sunday Times. Il 30 maggio 2012 il libro è stato annunciato ufficialmente, mentre l'immagine di copertina è stata rivelata successivamente, il 20 settembre 2012 da Entertainment Weekly. Il libro è uscito il 4 giugno 2013 edito dalla Hard Case Crime per la quale l'autore aveva già scritto Colorado Kid nel 2005. Inizialmente è stato pubblicato soltanto in versione cartacea, con l'immagine di copertina realizzata da Robert McGinnis e Glen Orbik. La versione ebook è stata pubblicata in un secondo momento. In Italia è stato pubblicato il 4 giugno 2013 da Sperling & Kupfer.

## Trama
(Stephen King, Joyland.)
Per l'estate del 1973 Devin Jones, uno studente universitario squattrinato, decide di accettare un lavoro a Joyland, parco giochi di Heaven's Bay nella Carolina del Nord. Al suo arrivo, una chiromante locale di nome Rozzie gli dice che quell'estate incontrerà una ragazza con un cappello rosso e un bambino con un cane. Devin si assicura un alloggio estivo in una pensione di proprietà della signora Shoplaw, che ben conosce la storia e i dipendenti del Joyland. Poco prima dell'estate, Devin subisce una brutta esperienza amorosa quando la sua ragazza, Wendy, lo lascia alla fine del semestre universitario, venendo a meno della sua promessa di andare a letto con lui.
Devin inizia a lavorare a Joyland, facendo amicizia con i suoi colleghi, la coppia Tom ed Erin, Lane Hardy (con cui aziona la ruota panoramica del parco) e Rozzie. Il ragazzo cerca di contattare Wendy e resta devastato quando lei gli rivela di essersi messa con un altro, al punto da smettere di mangiare e dormire e contemplare il suicidio. Si butta completamente nel lavoro, scoprendo in particolare di avere talento nel rendere felici i bambini indossando il costume di Howie, la mascotte del parco. Un giorno, mentre è in servizio, salva una bambina dallo strozzarsi con un hot dog; tale bambina indossa un cappello rosso, come gli aveva previsto Rozzie. L'atto gli fa guadagnare la fiducia e ammirazione del proprietario e fondatore del parco, il signor Easterbrook, oltre che di tutti gli altri membri del personale.
Devin, Tom ed Erin apprendono che, anni prima, una ragazza di nome Linda Gray era stata assassinata nella Casa degli Orrori del parco, e che la giostra è ancora infestata dalla presenza della ragazza. Tom sembra vedere il fantasma e resta così colpito dall'accaduto da rifiutare di parlarne, ma Devin si interessa particolarmente al caso.
Alla fine dell'estate, Devin decide di prendersi un anno sabbatico dall'università per rimanere a Joyland durante la chiusura invernale. Erin e Tom tornano all'università, ma fanno visita a Devin così che Erin possa mostrargli quello che ha scoperto sulla morte di Gray: il suo era stato solo l'ultimo di una serie di omicidi irrisolti, mai collegati tra di loro dalla polizia. Nel frattempo, Devin fa amicizia con una donna di nome Annie e con il suo giovane figlio Mike, che abitano vicino a Joyland; Annie inizialmente è scostante, ma finisce per legarsi a Devin, che riesce a sollevare il morale di Mike, il quale è affetto da una malattia terminale. Mike è a conoscenza del fantasma di Linda e possiede un cane, quindi Devin capisce che Mike è il secondo ragazzino di cui gli aveva parlato Rozzie.
Devin organizza una gita privata a Joyland per Mike, facendolo divertire con i suoi colleghi, e la presenza del bambino libera il fantasma di Linda. Quella stessa notte, Devin perde la verginità con Annie.
Con l'avvicinarsi di una tempesta, Devin si rintana nella pensione; tuttavia, esaminando nuovamente le prove del caso, deduce che il serial killer è Lane Hardy. Quest'ultimo, prevedendo che Devin lo scoprisse, minaccia di uccidere Annie e Mike se non lo incontrerà a Joyland, dove costringe Devin a salire con lui sulla ruota panoramica nel mezzo del temporale. Sta per ucciderlo, ma Annie arriva e spara a Lane, uccidendolo. Annie spiega a Devin che Mike è stato svegliato dal fantasma di un dipendente del parco defunto (che Devin aveva in precedenza salvato), il quale lo aveva avvertito del pericolo.
Annie e Mike vanno a Chicago, mentre Devin torna all'università. Quella stessa primavera Mike muore, chiedendo che le sue ceneri vengano sparse sulla spiaggia del North Carolina da Annie e Devin.

## Personaggi
Devin "Dev" JonesIl ventunenne protagonista del romanzo.
Fred DeanIl direttore del Joyland.
Rosalind "Rozzie" GoldAlias madame Fortuna, la chiromante del parco.
Bradley EasterbrookL'anziano proprietario del parco.
Lane HardyLavora al Joyland da anni. Il suo vero nome è Leonard Hopgood e dietro al carattere allegro e generoso, nasconde un oscuro passato.
Eddie ParksBurbero e scostante lavora al Joyland da molti anni. Su di lui si indirizzano i primi sospetti di Dave.
Emmalina ShoplawLa padrona di casa di Devin.
Tom KennedyCollega di Devin e suo amico.
Erin CookLa fidanzata di Tom e anch'essa collega di Devin. Grazie alle sue ricerche il mistero dell'omicidio di Linda Gray potrà essere risolto.
Annie RossLa bellissima e apparentemente algida madre di Mike Ross. Farà dimenticare a Devin tutte le sue delusioni amorose.
Michael "Mike" Everett RossRagazzino di dieci anni, affetto da distrofia muscolare e con misteriosi poteri di preveggenza. Il suo destino è segnato dalla malattia.

## Edizioni
- Stephen King, Joyland, traduzione di Giovanni Arduino, Collana Pandora, Sperling & Kupfer, 2013,  p. 351, ISBN 978-88-200-5427-4.